# Tramway du Raincy à Montfermeil
Le tramway 112 a relié, entre 1890 et 1938, la ville du Raincy au bourg de Montfermeil, alors tous deux situés dans le département de Seine-et-Oise.

## Histoire
Montfermeil était, à la fin du XIXe siècle, un  bourg assez isolé et malaisé d'accès, malgré la notoriété que lui valut le roman de Victor Hugo Les Misérables et le pèlerinage de Notre-Dame-des-Anges, qui avait lieu en septembre et où l'on venait boire l'eau d'une source miraculeuse près d'une chapelle en bois de la forêt de Bondy.
En 1847, avant la mise en service de la gare du Raincy, les transports publics étaient constitués par des voitures publiques, qui faisaient deux fois par jour le trajet Paris - Le Raincy en deux heures environ. 
Lorsque la ligne Paris - Strasbourg rendit les déplacements plus faciles, un service d'omnibus à chevaux fut mis en place par la Compagnie de l'Est pour relier Montfermeil à la gare de Gagny, puis à celle du Raincy.
La commune de Montfermeil souhaitait toutefois un désenclavement plus efficace vers le chemin de fer, et militait pour la création d'une ligne de tramway, qui « valoriserait les terrains, multiplierait les propriétés de plaisance, encouragerait la fixation dans la commune de sa population estivale ».

### Le monorail Larmanjat

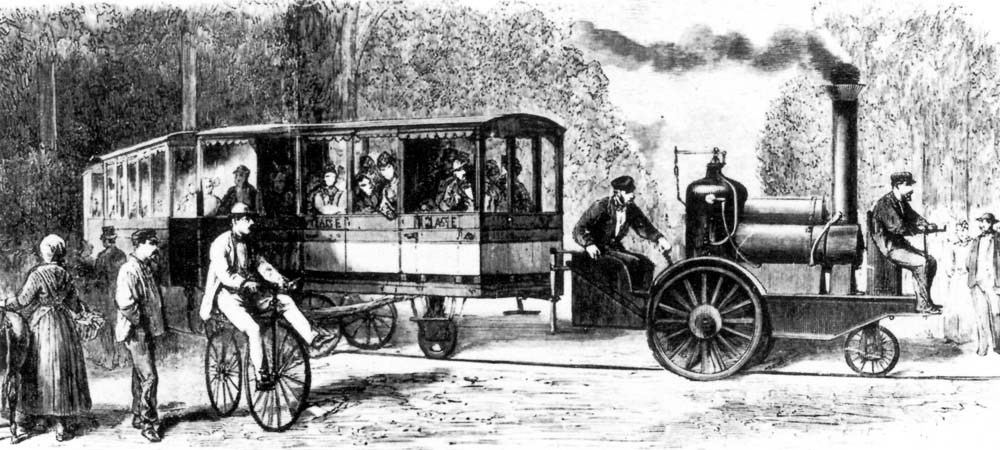
Monorail Larmanjat à Montfermeil.

La ligne succède à l'expérimentation par Jean Larmanjat d'un monorail en 1868, sur le boulevard du Midi. Ce système, présenté à l'exposition universelle de 1867, comportait un seul rail de guidage pour des véhicules à trois roues afin de faire reposer la charge à déplacer sur le rail de manière à réduire la résistance de roulement. La locomotive avait la roue avant guidée par le monorail, et ses deux roues motrices situées à l'arrière reposaient sur la chaussée, afin de ne pas craindre la faible adhérence liée au frottement métal contre métal des chemins de fer traditionnels. Par contre, la difficulté était de maintenir la roue de guidage sur son rail et le système n'eut pas grand succès ! 
Le convoi atteignait néanmoins 16 km/h en fonctionnement normal ; il pouvait gravir la rampe de 72 ‰ séparant les deux communes et s'inscrire dans des lacets dont le rayon de courbure n'était que de 20 mètres au minimum. 
La date de fin d'exploitation n'est pas connue, mais il semble que la voie ait été détruite lors de la Guerre franco-prussienne de 1870.

### Le tramway

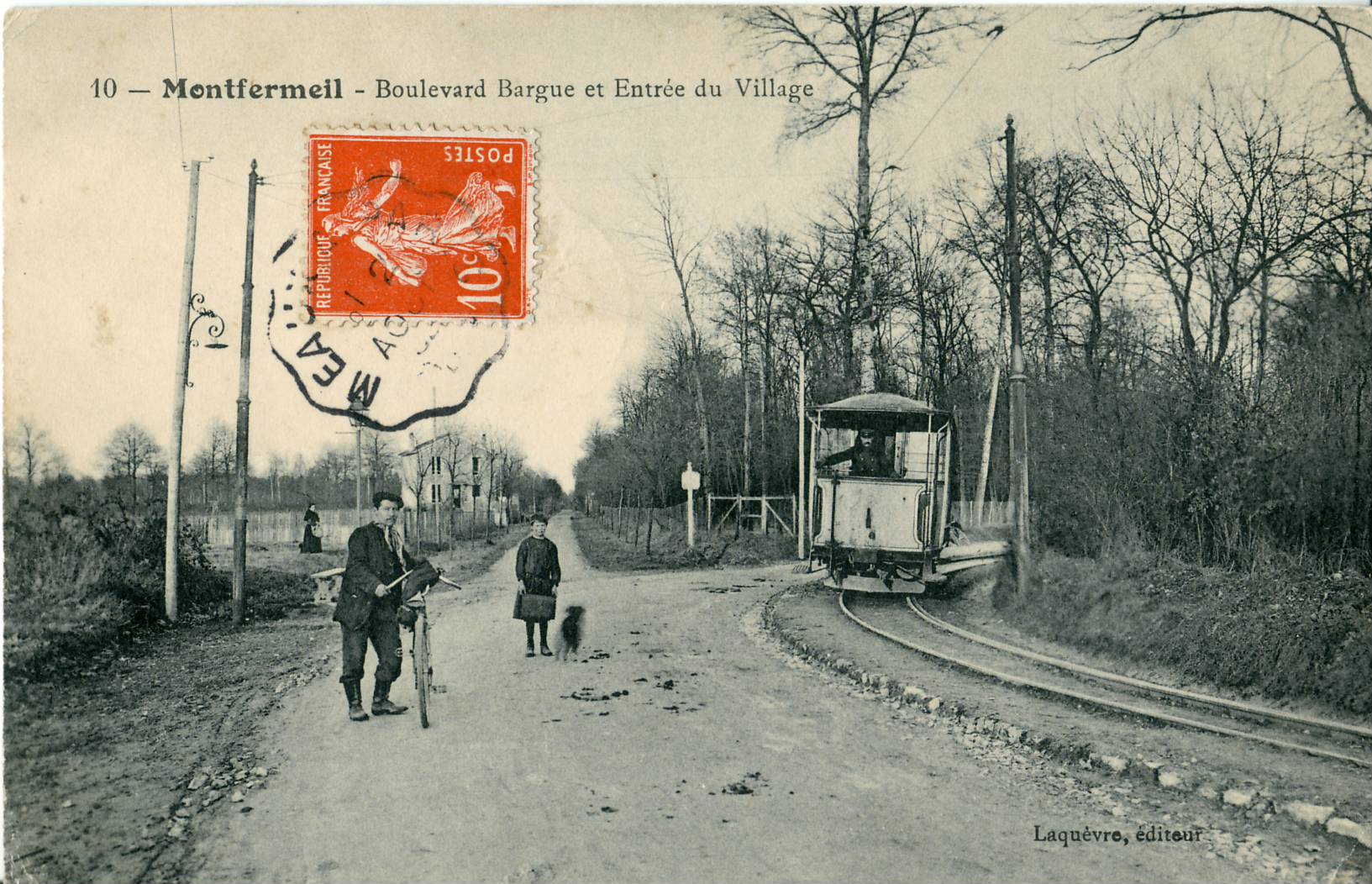
Le tramway a sa voie unique et métrique implantée en accotement de la rue, à l'entrée de Montfermeil.

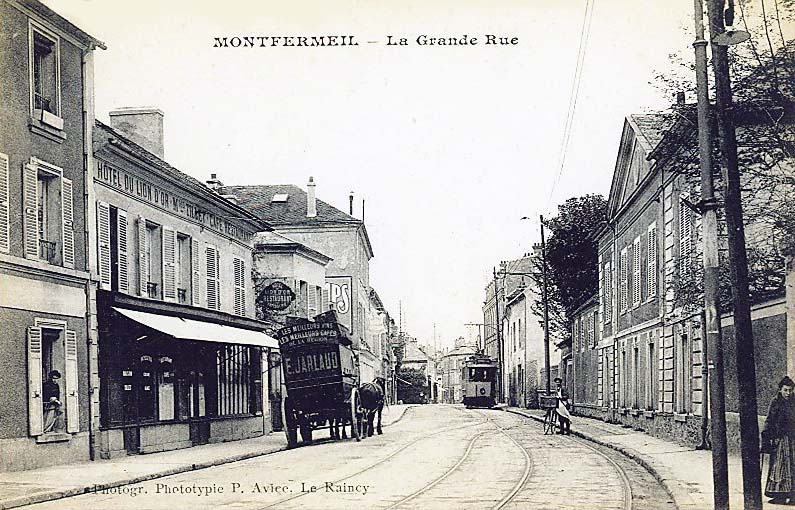
Le tramway, maintenant à voie normale, approche d'un évitement dans la Grande Rue de Montfermeil.

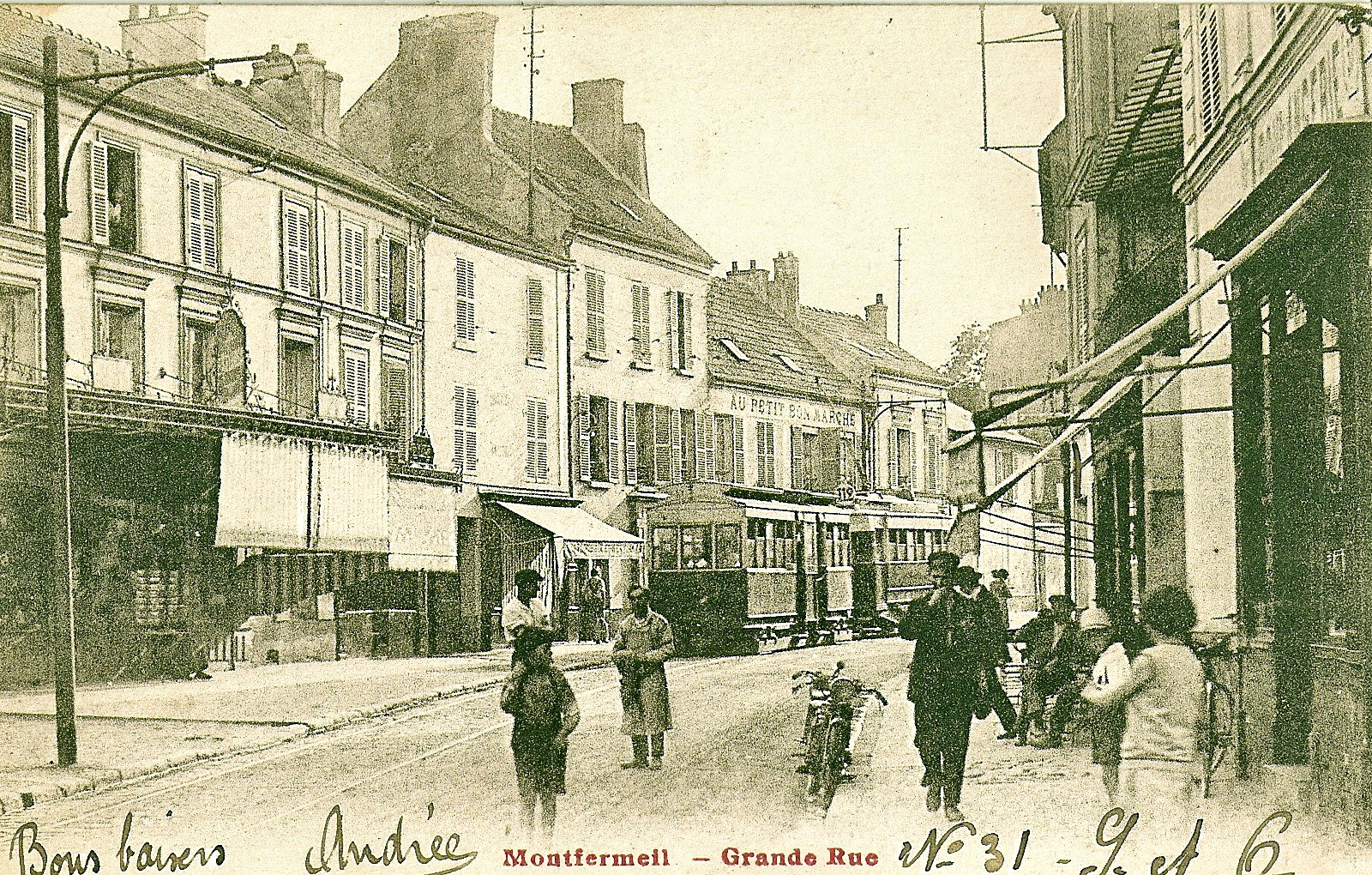
Le tramway à Montfermeil du temps de la STCRP.

Une première concession est accordée à M. Dufrane-Macart pour un tramway à cheval entre Le Raincy et Montfermeil, le 24 avril 1888. Celui-ci, un investisseur lié à une société, l'Union immobilière de Raincy-Montfermeil, ne souhaite pas la mettre en œuvre lui-même et souhaite que la ville du Raincy se substitue à lui-même. 
Après des négociations, la concession est rétrocédée à la société anonyme du Tramway du Raincy à Montfermeil et Extensions par décret du 24 août 1893, avec intervention de la Ville du Raincy, pour une durée de 50 ans, sous le régime des Voies ferrées d'intérêt local de la loi de 1880. 
Le siège de la société est à Paris, 20 rue Taitbout. L'administrateur de la société est François Dujardin-Beaumetz, frère d'Étienne Dujardin-Beaumetz.
En 1901, la société est absorbée par la Compagnie des tramways de l'Est parisien (EP) qui poursuit l'exploitation du tramway en l'adaptant aux normes de son réseau. 
En 1921, la compagnie EP disparait, absorbée par la Société des transports en commun de la région parisienne (STCRP). Le tramway continue son existence pour disparaitre le 14 août 1938 en étant la dernière ligne de tramway du réseau parisien.
A titre anecdotique, le 4e comte Léon, Charles Léon (1886-1976), arrière petit fils naturel de Napoléon Ier et Éléonore Denuelle de La Plaigne fut un modeste employé, contrôleur sur la ligne 112 pour le compte de la STCRP.

## Infrastructure
La ligne, construite à l'origine à voie métrique, a une longueur de 6 km au départ de la gare du Raincy. Elle est exploitée en traction à vapeur à partir de 1890, puis en traction électrique en 1895. Elle est convertie à la voie normale en 1907.

### Itinéraire
La ligne avait son origine devant la gare du Raincy - Villemomble - Montfermeil, traversait Le Raincy sur un axe sensiblement sud-nord jusqu'au rond-point Thiers, d'où elle obliquait vers l'est pour gravir le coteau de Montfermeil, traversait à Clichy-sous-Bois une partie de l'ancienne forêt de Bondy, passait à côté de l'étang des Sept-Îles, creusé en 1782 mais disparu en 1966, et atteignait le village de Montfermeil, où elle avait son terminus à la place des Marronniers, un grand mail situé au cœur du vieux Montfermeil, aujourd'hui appelé place Jean-Mermoz.
Selon la toponymie de l'époque, elle débutait au Raincy, avenue du Chemin-de-fer (aujourd'hui avenue de la Résistance), se poursuivait avenue Thiers, allée de Montfermeil, chemin du Raincy à Montfermeil, route de Gagny à Montfermeil et atteignait enfin la route départementale no 28, aujourd'hui l'avenue Jean-Jaurès, jusqu'à la place des Marronniers à Montfermeil. 
Au Raincy, la ligne était implantée dans l'axe des voies.

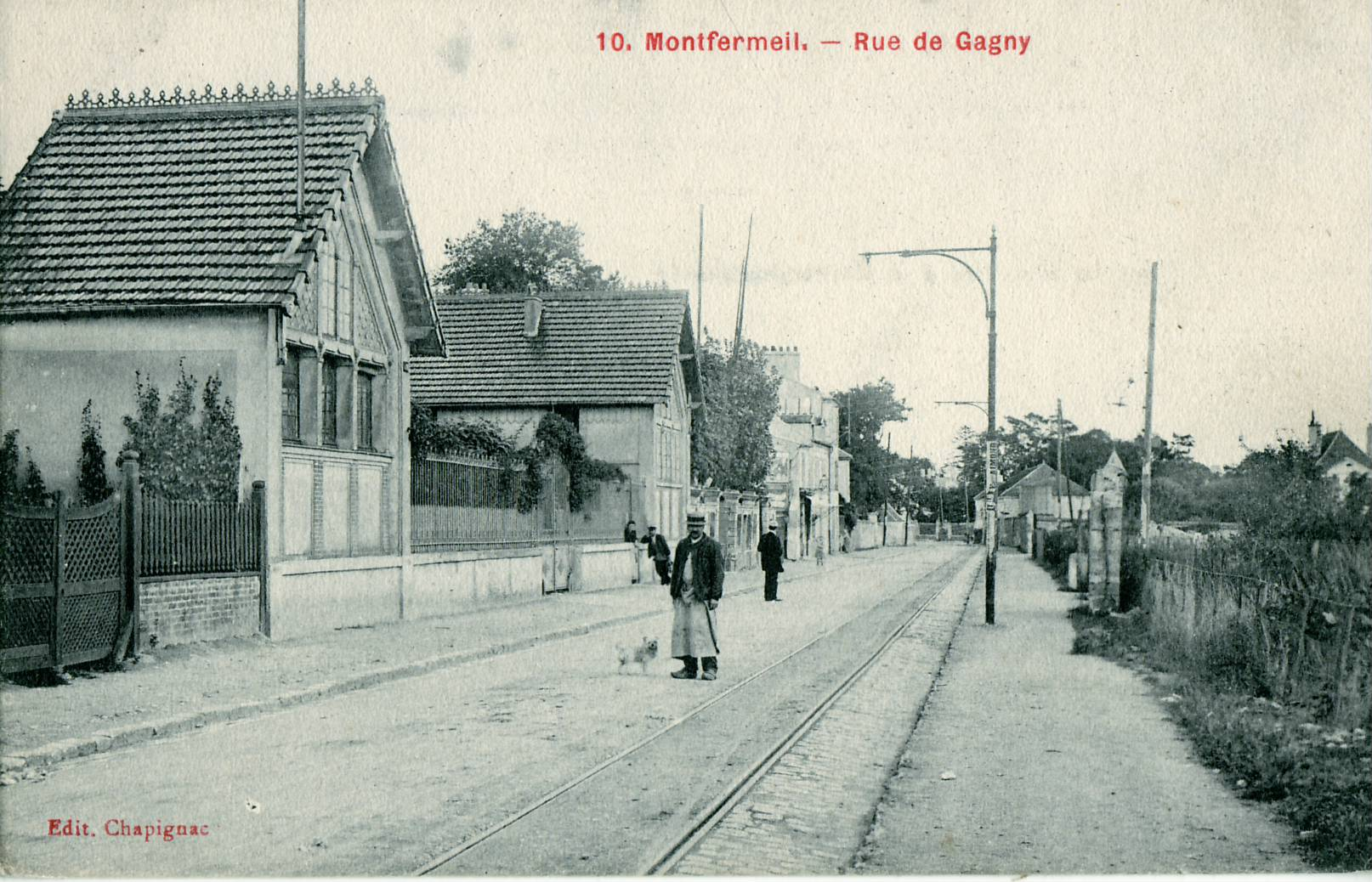
La voie pouvait être noyée dans la chaussée, comme ici à Montfermeil, rue de Gagny, dont on voit les premiers pavillons, sans doute induits par la desserte du tramway...
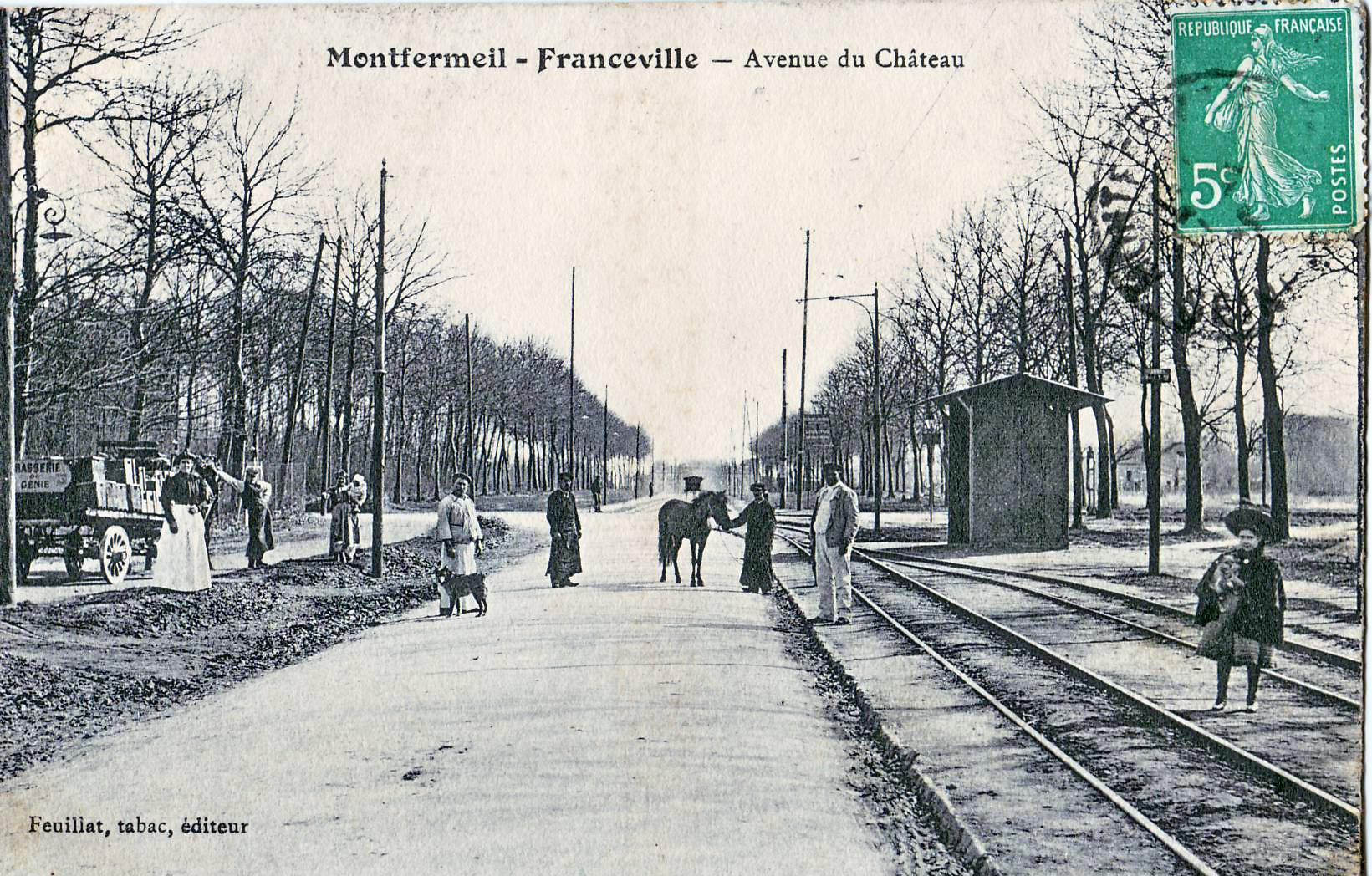
..., ou, comme un chemin de fer secondaire, en site propre à l'extérieur de la chaussée. On voit ici l'évitement d'une station, avec son abri à voyageurs.

### L'électrification de 1895

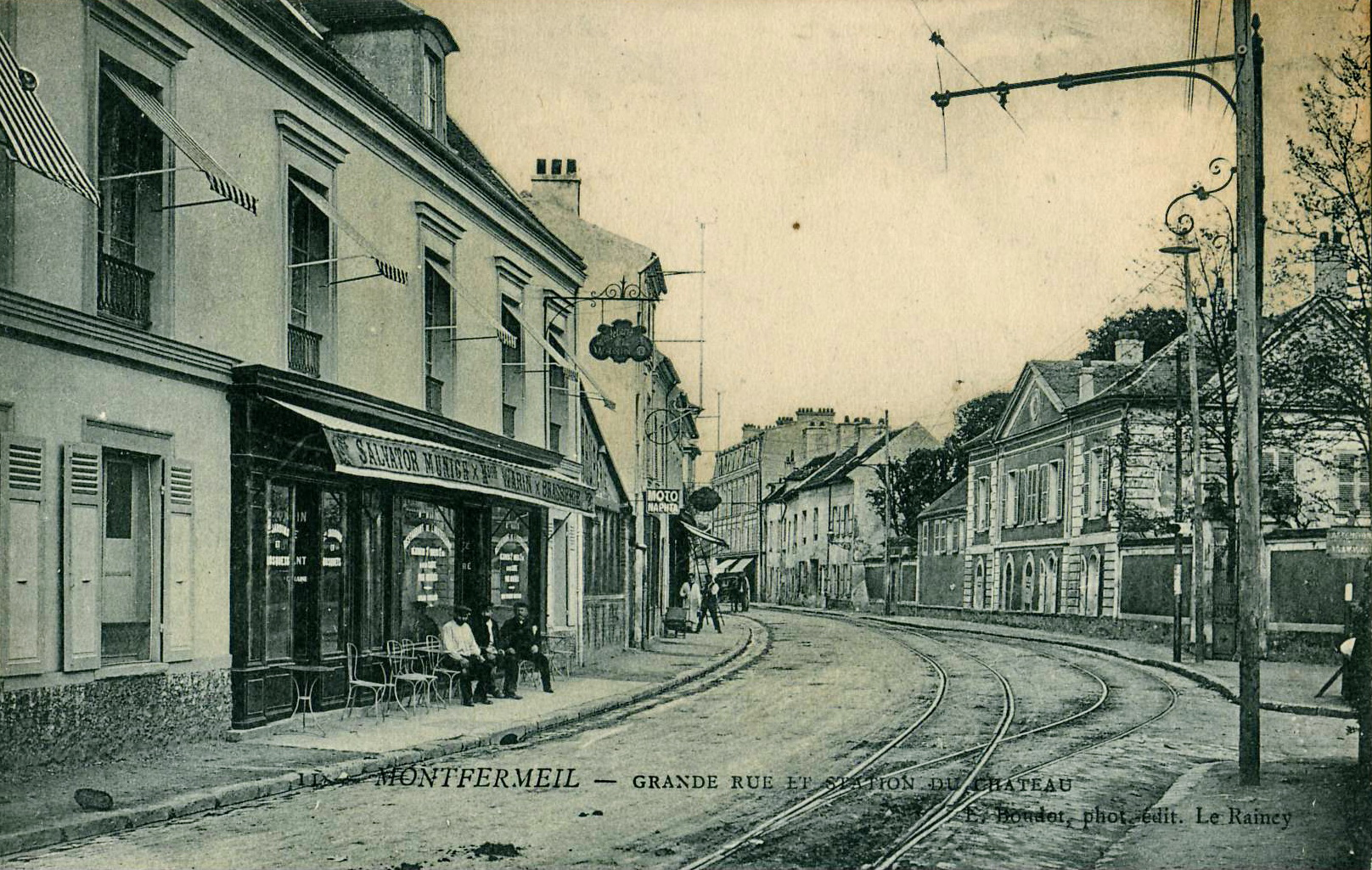
On distingue clairement, à cette entrée de l'évitement de la station du Château, le poteau et la console supportant la ligne électrique du tramway.

La ligne est électrifiée dès 1895. Elle est la première ligne de la région parisienne à être équipée d'une alimentation par ligne aérienne, alors que d'autres compagnies utilisaient des tramways à accumulateurs.

### Les transformations de 1907
En 1907, la ligne est mise à l'écartement normal par la Compagnie des tramways de l'Est parisien (EP) et ainsi connectée à la ligne Le Raincy - Opéra, ouverte par l'EP en 1901 sous l'indice 4.

### Dépôt
La ligne avait un dépôt à Montfermeil, à l'extrémité de la ligne. Une remise était également aménagée devant la gare du Raincy, permettant d'abriter quelques voitures. Un nouveau dépôt fut créé au Raincy par l'Est Parisien et repris par la STCRP.

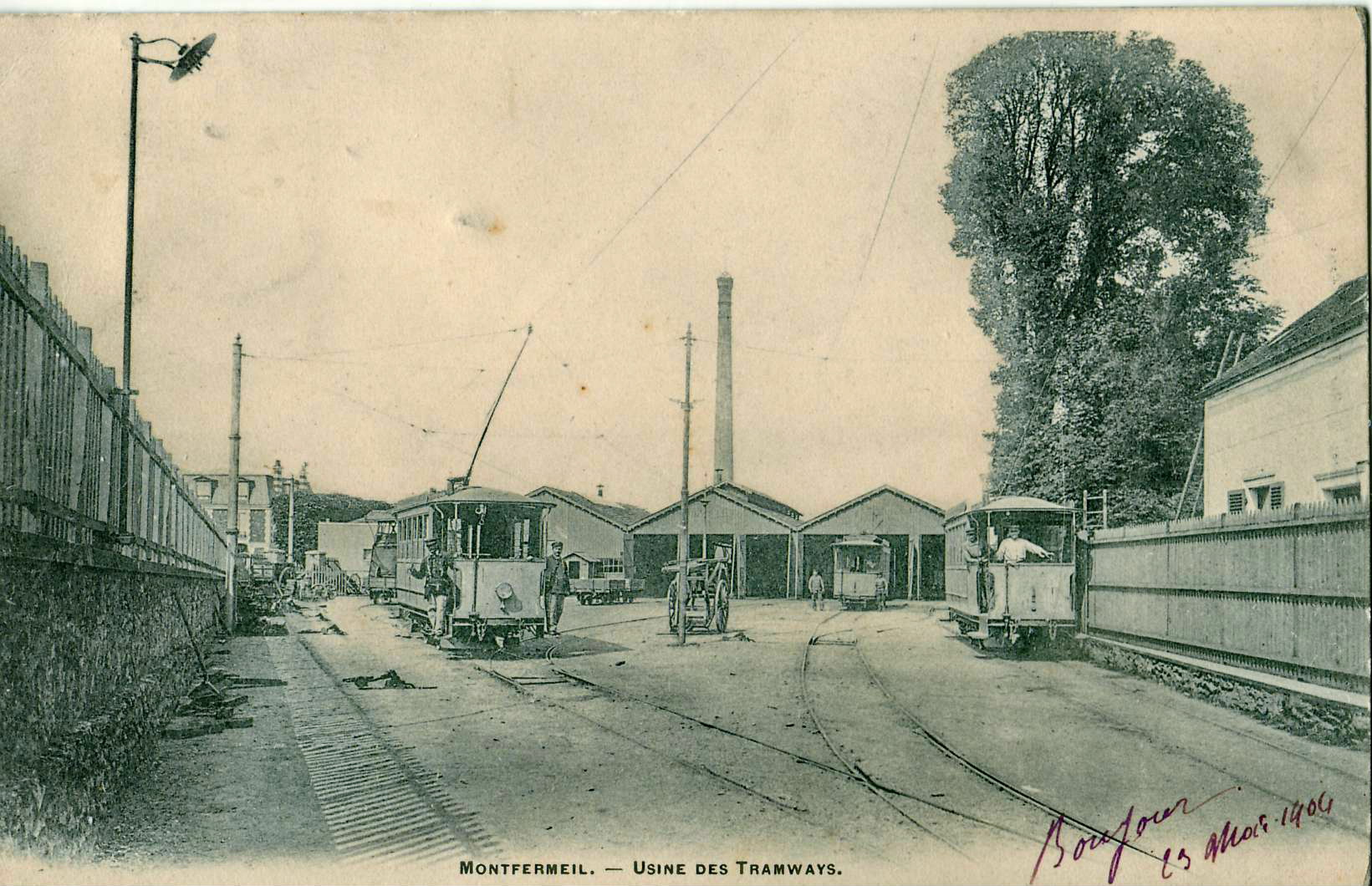
Le dépôt, alors à voie métrique.
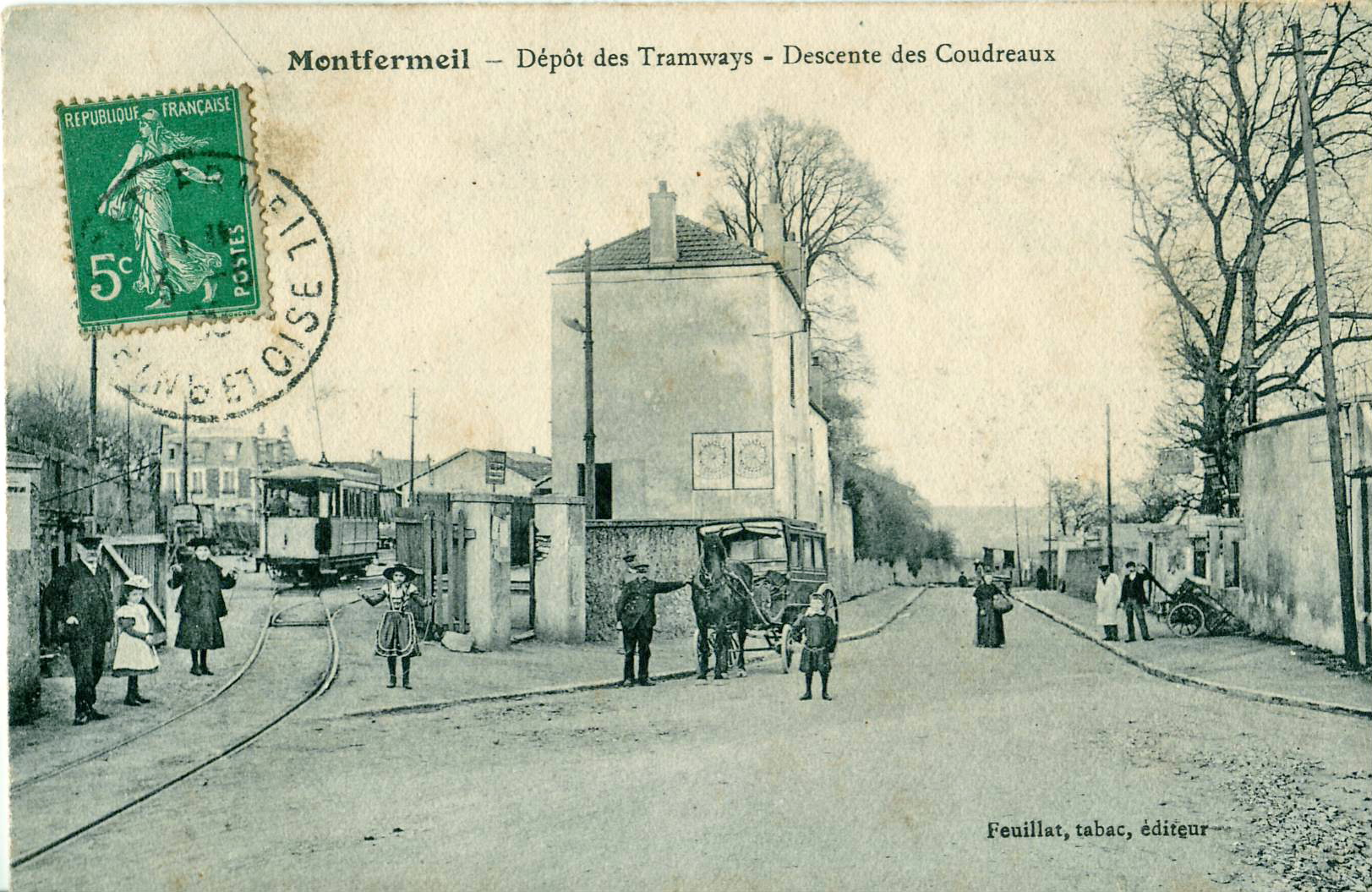
L'entrée du dépôt.
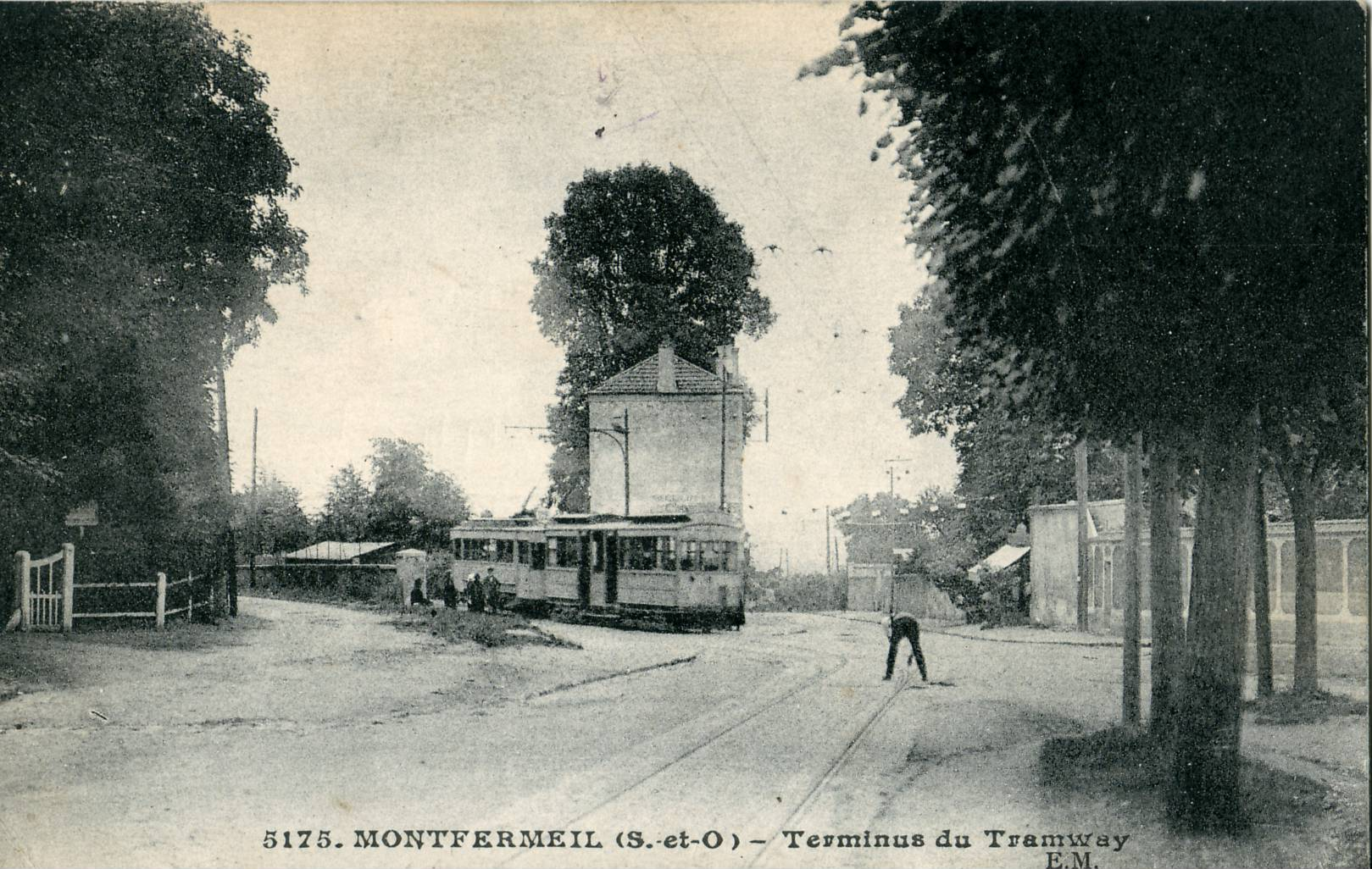
Une rame de l'EP (motrice 300 et attelage fermé) sort du dépôt vers la place des Marronniers, après la conversion de la ligne à voie normale en 1907.

## Matériel roulant

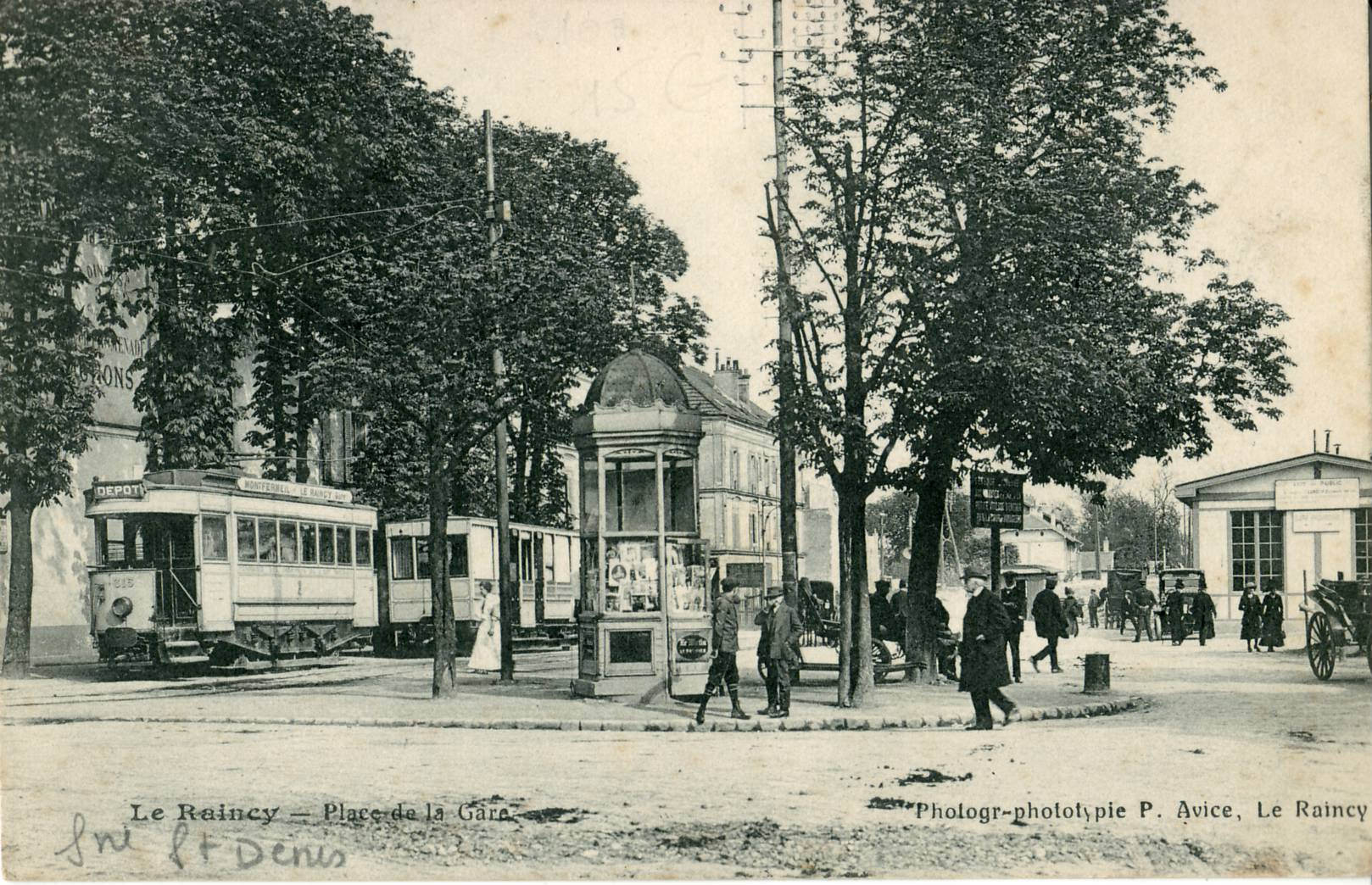
Motrice 315 et attelage d'été en stationnement à la gare du Raincy.

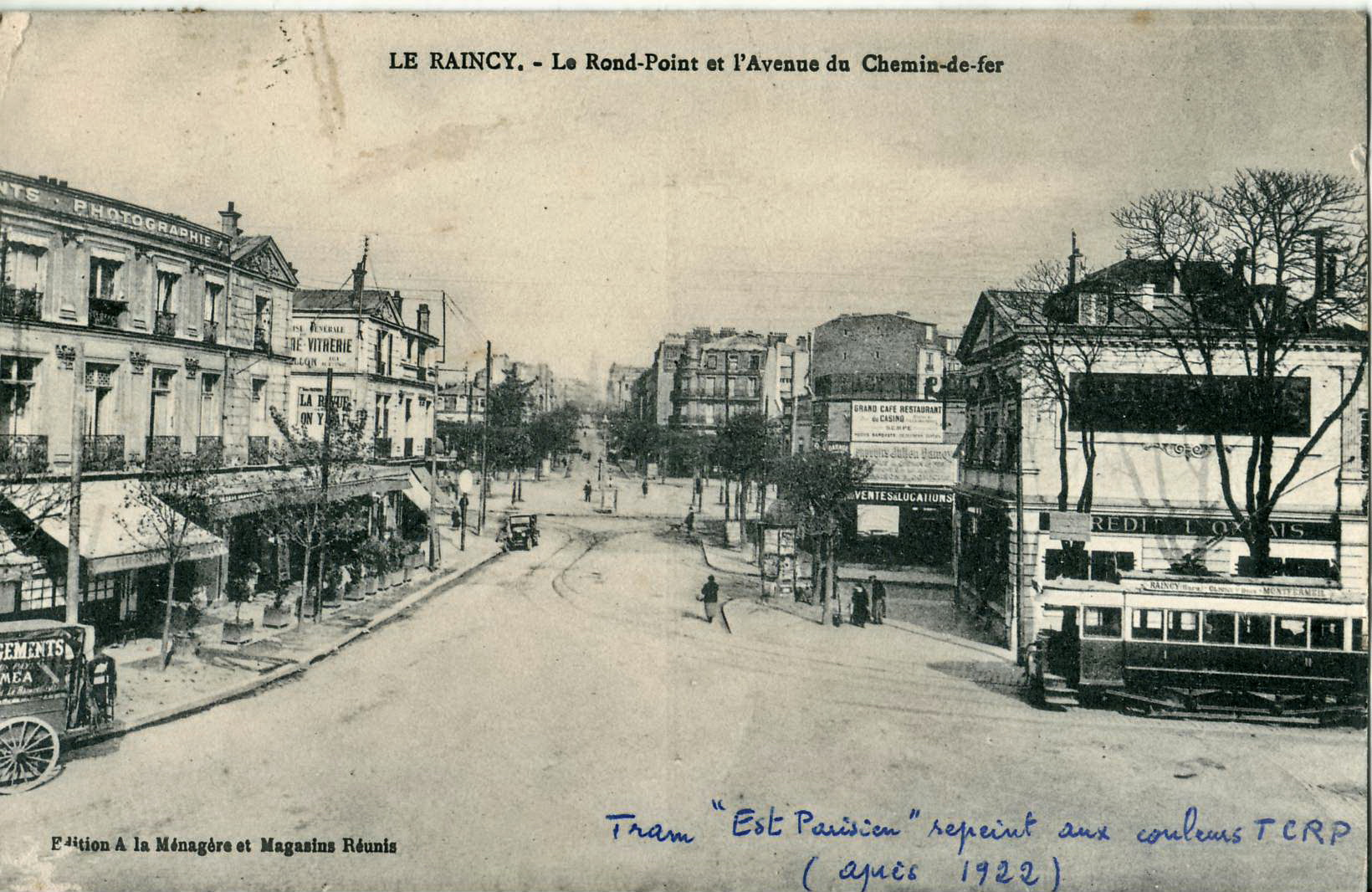
Motrice 300 de l'Est-Parisien, repeinte aux couleurs de la STCRP, rue du Chemin-de-Fer près du Rond-Point.

La ligne est exploitée de son ouverture en 1890 jusqu'à 1895 par des locomotives à vapeur analogues à celles de la ligne de Saint-Cyr du Tramway de Versailles, puis utilise des petites motrices électriques étroites à plates-formes d'extrémité :
- locomotives à vapeur nos 1 à 4, type 020t, livrées par Pinguely[8]en 1890;
- locomotive à vapeur no 5, type 030t, livrée par Weidknecht en 1891 ;
- locomotive à vapeur no 6, type 031t, livrée par Weidknecht[9] en 1891 ;
- motrices électriques nos 7 à 15, montées sur truck d'empattement 1,80 m.

Le gabarit du matériel roulant à voie métrique était limité à 2,10 mètres de largeur et 4 mètres de hauteur.
À l'occasion de l'électrification, certaines remorques à voyageurs sont vendues en 1897 au Sud-France pour son réseau de la Côte-d'Or.

## Exploitation
Le décret de 1893 prévoyait que le tramway donnerait une correspondance avec tous les trains desservant la gare du Raincy, mais pour un trajet limité à la commune du Raincy. La totalité de la ligne devait, elle, être desservie, par douze parcours aller-retour en semaine et seize les dimanches et fêtes, en été. En hiver, la desserte minimale était réduite à dix allers-retours en semaine et quatorze les dimanches et fêtes. Le tramway devait également assurer le transport du courrier postal.
L'exploitation, déficitaire au début, devint bénéficiaire en 1897, cela du en partie au lotissement du parc du château de Montfermeil qui prit le nom de Franceville. Cet énorme ensemble immobilier comprenait 6 500 lots mis en vente en 1896, ce qui entraina une hausse de la fréquentation .

### L'exploitation par l'Est Parisien
La ligne porte l'indice 14 dans l'exploitation par l'Est Parisien.
Après la transformation de la ligne en 1907, des motrices à voie normale provenant du tramway de Romainville, dont on avait enlevé l'impériale, furent mises en service. 
Il s'agissait de motrices de la série 300 de l'Est parisien dont les caractéristiques sont :
- motrices nos 300 à 315 : poids à vide de 10,8 t, longueur 8,95 m, 38 places.

Le trafic croit alors sensiblement, alimenté notamment par le goût des Parisiens pour la forêt de Bondy et ses guinguettes, l'étang des Sept-Îles, la mythologie des Misérables ou de La Laitière de Montfermeil de Paul de Kock. 
Pour assurer ce trafic, l'Est Parisien met en service des rames composées de deux motrices 300 en unité double encadrant une remorque. Certains soirs, de telles rames enmennent directement les promeneurs à Paris, alors  que les motrices 300 n'étaient pas habilitées à circuler sur le territoire du département de la Seine...

### L'exploitation par la STCRP

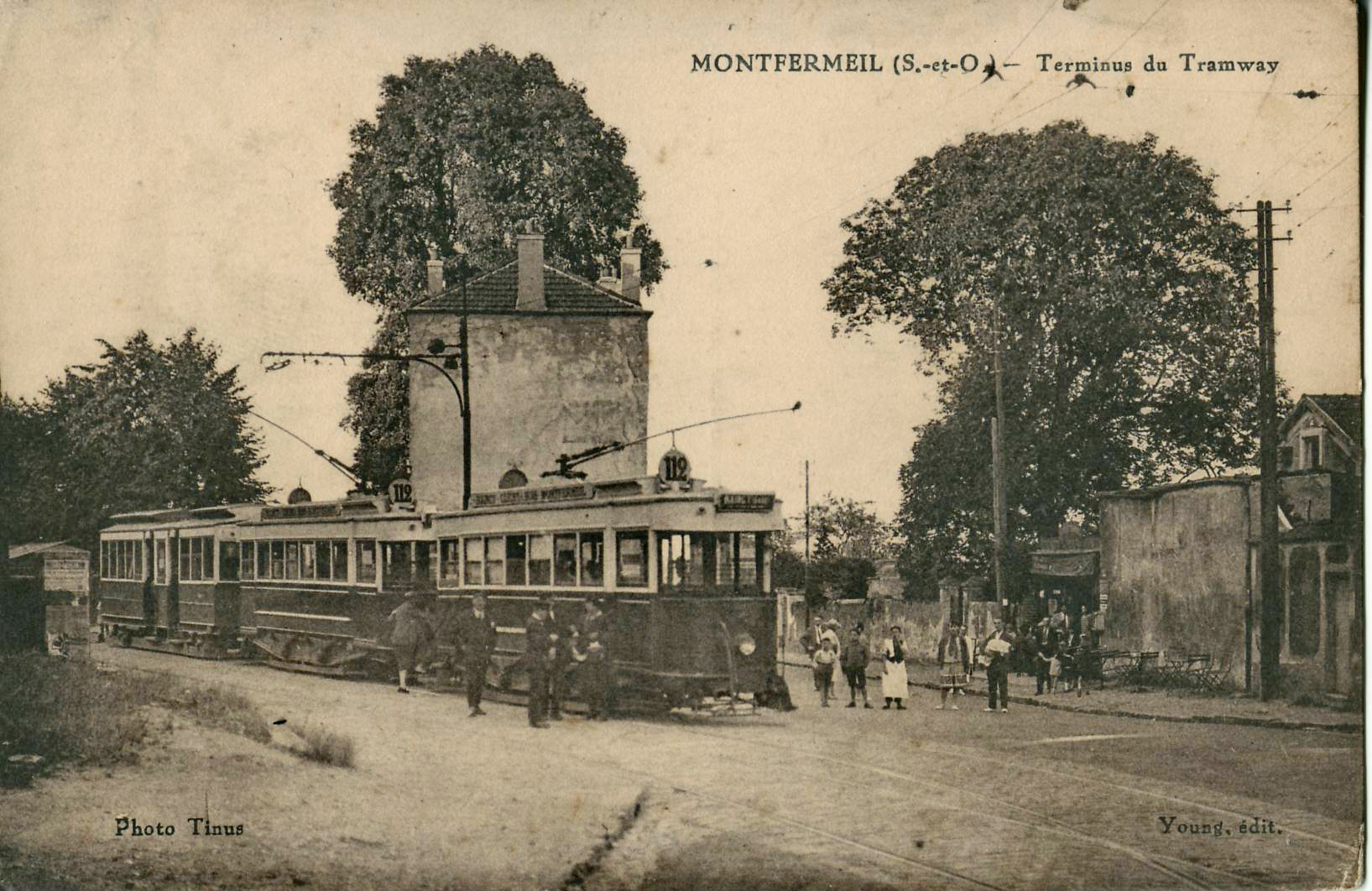
Une rame longue de la STCRP, constituée de 2 motrices 300 et une remorque, au terminus de Montfermeil.

Après la fusion des anciennes compagnies en 1921 qui forme la STCRP, la ligne prend l'indice 112.
La STCRP remplace progressivement les motrices 300 par des motrices type « C », d'origine EP, puis des motrices « G » provenant de la Compagnie générale des omnibus (CGO) en octobre 1933.
À compter du 24 septembre 1934, la ligne 112 est exploitée par des motrices type « L », puis se retrouve isolée de ce qui reste alors du réseau de tramways de la STCRP, puisque la ligne 21A (ancienne ligne 4 de l'EP) qui assurait l'itinéraire Opéra - Le Raincy est supprimée le 2 décembre 1935. 
La STCRP supprime progressivement toutes ses lignes de tramways, la ligne du Raincy à Montfermeil est la dernière exploitée après la suppression du 123/124 le 15 mars 1937. 
Le 14 août 1938, cette dernière ligne est également supprimée, et le service fut désormais assuré par une ligne d'autobus.
L'autre vétéran francilien, le tramway de Versailles (exploité par une compagnie indépendante des tramways parisiens), cesse de circuler en 1957.
Il faut attendre le 6 juillet 1992 pour voir le successeur de la STCRP,  la RATP, exploiter à nouveau une ligne de tramway, la ligne 1 du tramway d'Île-de-France (ligne T1).

## Les projets duXXIesiècle
La desserte du plateau de Clichy-Montfermeil par les transports en commun reste très insuffisante compte tenu de l'importance de la population concernée, et du faible taux de motorisation des habitants de ses grands ensembles.
Plusieurs pistes sont proposées pour résoudre ce problème : 
- soit en utilisant un débranchement de la ligne 4 du tramway d'Île-de-France (T4). En juillet 2008, le STIF approuve le dossier d'objectifs et de caractéristiques principales du prolongement[11],[12], la branche est progressivement mise en service à partir du 14 décembre 2019[13] ;
- soit en profitant d'une branche (ligne rouge, devenue la ligne 15) du Grand Paris Express qui pourrait desservir Clichy-Montfermeil, depuis la ligne B du RER d'ici 2025. Cette desserte correspond finalement à la station Clichy - Montfermeil de la future ligne 16 que devrait voir le jour au cours des années 2020.

On constate donc une surprenante continuité des problématiques entre les XIXe et XXIe siècles, même s'il est bien évident que la ligne du tramway n'aurait sans doute pas permis, même modernisée, de satisfaire les besoins actuels.